# Yckelsbosjön
Yckelsbosjön är en sjö i Ljusdals kommun i Hälsingland och ingår i Ljusnans huvudavrinningsområde. Sjön är 2,2 meter djup, har en yta på 0,484 kvadratkilometer och befinner sig 187 meter över havet. Sjön avvattnas av vattendraget Skrikviksån.

## Delavrinningsområde
Yckelsbosjön ingår i det delavrinningsområde (684661-151197) som SMHI kallar för Utloppet av Yckelbosjön. Medelhöjden är 252 meter över havet och ytan är 10,23 kvadratkilometer. Det finns inga avrinningsområden uppströms utan avrinningsområdet är högsta punkten. Skrikviksån som avvattnar avrinningsområdet har biflödesordning 2, vilket innebär att vattnet flödar genom totalt 2 vattendrag innan det når havet efter 113 kilometer. Avrinningsområdet består mestadels av skog (76 procent). Avrinningsområdet har 0,48 kvadratkilometer vattenytor vilket ger det en sjöprocent på 4,7 procent.